# دهی (عراق)
دهی یک منطقهٔ مسکونی در عراق است که در اقلیم کردستان عراق واقع شده‌است.